# Jesse Ramsden
Jesse Ramsden (6 de octubre de 1735 -  5 de noviembre de 1800) fue un matemático, astrónomo y constructor de instrumentos científicos inglés del siglo XVIII que hizo notables mejoras en los telescopios.

## Vida y obra

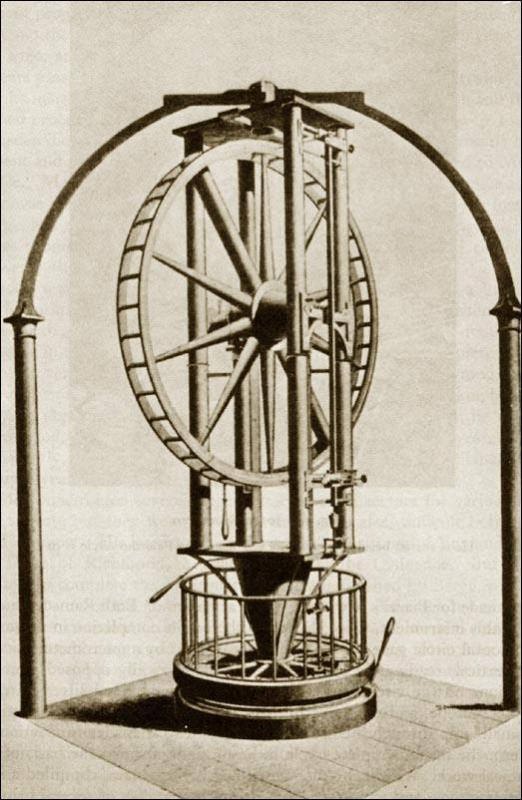
Telescopio fabricado por Ramsden, con el que el astrónomo italiano Giuseppe Piazzi descubrió Ceres en 1801

Ramsden nació en Salterhebble (Halifax, Inglaterra) el 6 de octubre de 1735 en el seno de una familia humilde. Asistió a la escuela gratuita en Halifax durante tres años y después fue enviado con su tío a la localidad de Craven donde estudió matemáticas. En 1755 se marchó a Londres donde comenzó a trabajar como empleado en un almacén de ropa. En 1758 entró como aprendiz en la empresa de fabricación de instrumentos científicos Mark Burton. Ramsden fue tan habilidoso en su aprendizaje que tan solo cuatro años más tarde consiguió abrir su propio negocio en Haymarket, Westminster. Su taller estaba junto al del óptico John Dollond con cuya hija, Sarah, contrajo matrimonio y donde aprendió a trabajar lentes de precisión y aparatos ópticos.
De sus fábricas salieron para toda Europa instrumentos astronómicos, geodésicos, ópticos, etc. que eran muy apreciados tanto por científicos como por los aficionados. Diseñó herramientas que le permitían dividir con gran exactitud tanto círculos como líneas rectas, lo que le permitió producir sextantes de alta precisión, teodolitos y círculos verticales para los observatorios astronómicos. También construyó barómetros, manómetros, balanzas de laboratorio y otros instrumentos. Perfeccionó además una clase de generador electrostático que en su honor se bautizó máquina de Ramsden; la fabricó y la vendió a los primeros laboratorios de física de la época.
En 1773 trasladó su fábrica a Piccadilly, donde él, su mujer y los aprendices y oficiales trabajaron en el diseño y fabricación del instrumento que le daría fama: el Dividing engine, una herramienta que servía para calibrar con mucha precisión otros instrumentos, sobre todo los astronómicos. En 1777 la Oficina de Longitudes publicó la memoria titulada Description of an engine for Dividing mathematical instruments, en la que se hacía una descripción de la herramienta. Cuando murió, casi todos los observatorios astronómicos europeos tenían un instrumento como este.
Murió cinco años más tarde en Brighton, Inglaterra.

## Reconocimientos y honores
- Fue elegido miembro de la Royal Society en 1786.
- En 1795 le fue concedida la Medalla Copley de la Royal Society por sus “diversas invenciones y mejoras en los instrumentos científicos”.[3]
- El cráter lunar Ramsden lleva su nombre.[4]
- El asteroide (8001) Ramsden, descubierto en 1986, también recibió este nombre en su honor.[5]